# Нгаванг Тензин Ринпоче
Нгаванг Тензин Ринпоче — бутанский учитель Ваджраяны буддийской линии Друкпа Кагью, считающийся реинкарнацией ламы Друбтоп Ченпо Джинпа Гьелтшен Ринпоче, жившего в XVIII веке.

## Биография
Он начал изучать буддизм в возрасте пяти лет. В 16 лет он уже стал мастером священного танца, знал наизусть все песнопения и умел строить из песка все мандалы. Дальше он продолжил обучение буддийской философии в монастыре Тангу (англ. Tangu Monastery) в Бутане. После получения сана он отправился в Непал и Индию, где обучался у многих великих буддийских учителей, в том числе у 68-го Дже Кхемпо Тензина Дендрупа и 69-го Дже Кхемпо Геше Гедун Ринчен Ринпоче. После завершения своего обучения в Непале и Индии, он вернулся в монастырь Тангу, где провёл 9 лет в уединении. В общей сложности он провёл в духовном уединении более 28 лет, изучая буддийские сутры и занимаясь медитацией.
В возрасте 45 лет Королевское правительство Бутана признало его учителем буддийской философии, назначив его Тшеньен Лопеном, ответственным за обучение всех буддийских монахов Бутана. Пять лет спустя ему присвоили звание Дордже Лопен Ринпоче и назначили руководить монастырями и монахами Друкпа Кагью в Бутане. В настоящее время осуществляет надзор за монастырями, а также другими проектами, проводит большие молитвенные церемонии и занимается медитацией.
Нгаванг Тензин Ринпоче признан великим учёным и мастером медитации. Его учение ясное, чёткое и представлено таким образом, что является понятным слушателю.